# پوربی جوشی
پوربی جوشی (زاده ۱۹ اوت ۱۹۷۴) یک هنرپیشه تلویزیونی و صداپیشه، کمدین و مجری برنامه‌های تلویزیونی هندی است. او دختر بازیگران پروین جوشی و ساریتا جوشی است. او خواهر کتکی دیو است.

## فیلم‌شناسی

### فیلم‌
| سال  | فیلم          | نقش                          |
| ---- | ------------- | ---------------------------- |
| ۲۰۰۶ | قوم           | آفتاب برنزه، ماه درخشید دختر |
| ۲۰۰۸ | داسویدانیا    | گاریما                       |
| ۲۰۱۰ | آسمان کی عمید |                              |
| ۲۰۱۱ | دامادم!       | شیخا                         |
| ۲۰۱۹ | هالا          | ارم مسعود                    |

### نمایش‌های تلویزیونی
| سال       | سلسله                        | نقش              | یادداشت      |
| --------- | ---------------------------- | ---------------- | ------------ |
| ۱۹۹۵      | فاسل                         |                  |              |
| ۲۰۰۰–۲۰۰۲ | مهدی تره نام کی              | نیکی             |              |
| ۲۰۰۱–۲۰۰۶ | دیشاین                       | نیکیتا/نها       | نقش دوگانه   |
| ۲۰۰۴–     | نمایش بزرگ کمدی هندی         | نقش‌های مختلف     |              |
| ۲۰۰۸      | آقا و خانم تلویزیون          | خودش             | نمایش واقعیت |
| ۲۰۰۸–۲۰۱۲ | حماری دورانی                 | داکشا دیپاک پاتل |              |
| ۲۰۰۸      | سیرک کمدی کانته کی تاکار     | میزبان           |              |
| ۲۰۰۹      | سیرک کمدی - چینچپوکلی به چین | میزبان           |              |
| ۲۰۱۰      | کمدی سیرک کا ماها سنگرام     | میزبان           |              |
| ۲۰۱۲      | کاهانی کمدی سیرک کی          | شرکت کننده       |              |
| ۲۰۱۲–۲۰۱۳ | کمدی سیرک که آجوبه           | شرکت کننده       |              |
| ۲۰۱۴      | کلاس‌های کمدی                 | هاوا هاوایی      |              |

### سری وب
| سال       | نمایش دهید | نقش       | یادداشت |
| --------- | ---------- | --------- | ------- |
| ۲۰۱۹–۲۰۲۱ | پارک مترو  | پیال پاتل | [ ۴ ]   |